# کفر حلب
کفر حلب (به عربی: کفر حلب) یک روستا در سوریه است که در اتارب واقع شده‌است. کفر حلب ۴٬۱۳۶ نفر جمعیت دارد.